# Swimming Pool
Pour les articles homonymes, voir Swimming, Pool et Swimming Pool : La Piscine du danger.
Pour plus de détails, voir Fiche technique et Distribution.
Swimming Pool est un film français de François Ozon, sorti en 2003.
L'intrigue raconte l'histoire de Sarah Morton (Charlotte Rampling), une autrice anglaise de romans policiers à succès en panne d'inspiration. Son éditeur, dont on comprend qu'il fut son amant, lui propose de séjourner dans une villa qu'il possède dans le Luberon pour y trouver une atmosphère propice à la poursuite de son travail. Une fois installée dans l'agréable lieu de villégiature, Sarah, esseulée et dépressive, espère manifestement contre toute évidence la visite de son éditeur. Au lieu de cela, c'est Julie, la fille de celui-ci, qui se présente. Jeune, aguicheuse et gourmande, elle est l'antithèse de l'austère Anglaise, ce qui suscite chez celle-ci des sentiments mêlés d'animosité, de jalousie mais aussi de curiosité puis de complicité lorsqu'un crime est commis dans la villa. Simultanément, Sarah se sert des événements et de la personnalité de Julie pour alimenter son roman en cours d'écriture, amenant le spectateur à se perdre entre ce qui relève de l'intrigue principale ou de la fiction imaginée par Sarah,.

## Synopsis
Sarah Morton, une écrivaine anglaise d’âge mûr vivant à Londres, traverse une panne d’inspiration qui l’empêche d’avancer sur son prochain livre. John, son éditeur, lui propose de se ressourcer dans sa maison de campagne près de Lacoste, en France. Sarah accepte, laissant entendre qu’elle espère que John viendra lui rendre visite. Après avoir rencontré Marcel, le jardinier, elle s'installe dans la grande maison. Appréciant le calme, le soleil et les promenades bucoliques, la romancière se remet rapidement au travail, et fait la rencontre de Franck, le serveur du bistrot local où elle prend son déjeuner.
La tranquillité de Sarah est rapidement troublée par l’arrivée, tard dans la nuit, de Julie, une jeune femme extravertie qui dit être la fille de John. Julie aime faire la fête bruyamment et accumule les aventures d’un soir, au grand dam de la quinquagénaire, qui a un tempérament revêche et austère, et qui la considère comme une nuisance l’empêchant d’écrire et de se reposer. Dans un premier temps, une rivalité s'installe entre les deux femmes, mais celle-ci s'estompe progressivement ; Julie finit par confier à Sarah que sa mère fut la maîtresse de John, mais que celui-ci a refusé de quitter sa famille. Sarah fouille la chambre de Julie et trouve son journal intime, qu’elle utilise comme matière pour son roman en cours.
Un soir, Julie ramène Franck à la maison, mais ce dernier semble davantage attiré par Sarah. Les trois dansent, fument et boivent, puis Sarah monte se coucher. Franck, épuisé, souhaite s'en aller, mais Julie insiste pour qu'ils aillent se baigner ensemble dans la piscine, où elle commence à lui faire une fellation. Franck la repousse, tandis que Sarah, qui observe la scène depuis le balcon, jette un caillou dans l’eau. Franck annonce à Julie qu’il s’en va. Le lendemain, il a disparu. Sarah mène son enquête et apprend que la mère de Julie est en réalité morte depuis des années, alors que Julie en parlait comme si elle était toujours vivante. De retour à la villa, Julie, confuse, pense que Sarah est sa mère et fait une crise nerveuse. Quand elle reprend ses esprits, elle avoue à Sarah qu'elle a tué Franck avec une pierre la veille près de la piscine. Sarah et Julie enterrent le corps, mais Marcel commence à se poser des questions en voyant le monticule de terre fraîche dans le jardin. Sarah le séduit alors en se dénudant pour détourner son attention. Julie quitte les lieux en remerciant Sarah pour son aide, et lui laisse le manuscrit d’un roman inédit, dont elle affirme qu'il a été écrit par sa mère, et que John aurait exigé qu'elle brûle.
De retour à Londres, Sarah rend visite à John dans ses bureaux avec son nouveau roman, intitulé Swimming Pool. Anticipant un refus, elle l’a déjà fait imprimer par un autre éditeur. Au moment où Sarah s’en va, la fille de John, nommée Julia, arrive, mais ce n'est pas la jeune femme que Sarah a côtoyé en France.

## Fiche technique
- Titre original : Swimming Pool
- Titre québécois : La piscine
- Réalisation : François Ozon
- Scénariste : François Ozon et Emmanuèle Bernheim
- Producteur : Olivier Delbosc et Marc Missonnier
- Musique : Philippe Rombi
- Directeur de la photographie : Yorick Le Saux
- Effets spéciaux :
- Monteur : Monica Coleman
- Chef décorateur : Wouter Zoon
- Costumes : Pascaline Chavanne
- Pays de production :  France
- Langue originale : anglais
- Genre : policier, comédie dramatique
- Format : couleurs - 1,85:1 – 35 mm
- Durée : 102 minutes
- Date de sortie : 
  - 18 mai 2003 (festival de Cannes)
  - 21 mai 2003 (France, Belgique)

## Distribution
- Charlotte Rampling : Sarah Morton
- Ludivine Sagnier : Julie, la fille de John Bosload
- Charles Dance (doublé par André Dussollier) : John Bosload, l'éditeur de Sarah
- Jean-Marie Lamour : Franck
- Marc Fayolle : Marcel
- Mireille Mossé : la fille de Marcel
- Michel Fau : le premier amant
- Jean-Claude Lecas : le deuxième amant
- Émilie Gavois-Kahn : la serveuse
- Sebastian Harcombe : Terry Long, le jeune auteur primé

## Production
Épuisé après le tournage de Huit Femmes en 2001, François Ozon prend une pause des plateaux pendant plus d'un an. Lorsqu'il revient à la réalisation, c'est pour faire un film « plus simple, moins fou » : 

« J’avais besoin d’intimité, je ne savais pas vraiment ce que je voulais réaliser, mais je savais que je désirais un tournage resserré, avec moins de personnages… moins de tensions. »

— François Ozon, 2003.
L'idée de mettre en scène le quotidien d'une auteure de romans policiers à succès vient de la passion d'Ozon pour le genre policier
et les écrivaines anglaises comme Agatha Christie ou Patricia Highsmith.

Le personnage de la romancière anglaise, « une vieille fille coincée », est au cœur des préoccupations initiales d'Ozon, pour lequel il n'envisage personne d'autre que Charlotte Rampling : 

« [J'] ai parlé [à Charlotte] d’une idée de film autour d’une romancière, une femme mal embouchée, un peu alcoolique, un rôle qui lui offrait la possibilité de composer. Si elle m’avait dit non, je n’aurais pas fait le film,. »

— François Ozon, 2003.

## Autour du film
- Le film a été tourné en anglais et en français.
- La villa utilisée pour le tournage se situe à Ménerbes dans le département du Vaucluse[6].
- Au début du film, la maison de Sarah Morton à Londres est la Clementi House[7].
- C'est Cathialine Andria, connue pour son rôle dans Le Roi Soleil, qui interprète la bande originale.
- Ozon fait ironiquement allusion au film français La Piscine, dans lequel jouent Romy Schneider et Alain Delon, en nommant son propre film Swimming Pool, c'est-à-dire : La Piscine, dans la langue maternelle de la protagoniste[8].

## Distinctions
- Meilleur film au Festival mondial du film de Bangkok 2003.